# مسجد الحسي (مسجد الحصي)
مسجد الحسي من مساجد العراق القديمة الأثرية، ويقع وسط قضاء الزبير، وهناك ثلاث روايات على تاريخ تأسيسهِ وبنائهِ:
- الرواية الأولى: إن الذي بناه وأسسه هو آل الحسن وآل المطلق وذلك في عام 1200هـ/1785م.
- الرواية الثانية: إن بانيه هو منصور بن ملحم الدارمي، من أهل الزلفي، وكان صاحب قوافل جمال للتجارة يتردد بين منطقتي نجد والزبير وذلك في عام 1220هـ/1805م.
- الرواية الثالثة: إن الذي أسسه وبناه هو من آل الملحم من أهل الاحساء عام 1220هـ/1805م.

والشائع بين الناس إن أسم المسجد هو (مسجد الحصي)، وذلك بتخفيف النطق بالحسي، ويقع في منطقة الرشيدية الثانية بسوق الحلاقين قرب المركز الصحي التابع لقضاء الزبير.
وفي عام 1292هـ جدد بناؤه، وبعدها تمت صيانته وتعميره من قبل الحاج إبراهيم الرمح عام 1381هـ/1961م.
وهو جامع  كبير المساحة لهُ بابان أحدهما من الجهة الشرقية والآخر من الجهة الغربية، ووسع بنيانه ديوان الوقف السني في العراق في عام 2010م، ويبلغ طول المسجد 12 متراً ويبلغ عرضهُ نحو ثلاثين متراً، وتتوسطه ثمانية ساريات مقوسة، ويقوم الحرم على أعمدة حديثة، وبجوار الحرم منارة مئذنة قديمة ذات حوض واحد، ترتفع نحو عشرين متراً، ولهُ ساحة كبيرة، وخارج الحرم ثلاث غرف، وتقام في الجامعِ صلاة الجمعة والصلوات الخمسة، ويبلغ عدد المصلين فيه أكثر من 300 مصل حيث يقع في منطقة سوق حيوية مكتظة بالناس، وتقام فيهِ كذلك دورات ودروس تحفيظ القرآن، ومن الأئمة الذين تعاقبوا على منصبِ الإمامة والخطابة فيه:
- الملا منصور بن ملحم الدارمي.
- الشيخ علي المحمد (أحد قضاة عنيزة).
- الشيخ احمد بن محمد ناصر الدايل.
- الشيخ عبد الرزاق بن محمد ناصر الدايل.
- الشيخ يعقوب بن صالح الصالح.[1]